# Reimersholme
Reimersholme är en ö och en stadsdel i Stockholms innerstad. Holmen omges i norr av Långholmskanalen och i söder av Liljeholmsviken. Ön är cirka 640 meter lång och 330 meter bred och har en omkrets på drygt 1,6 km och en yta på drygt 15 ha.
Reimersholme hade den 31 december 2018, tillsammans med Långholmen, en befolkning på 2 531 personer.

## Historia

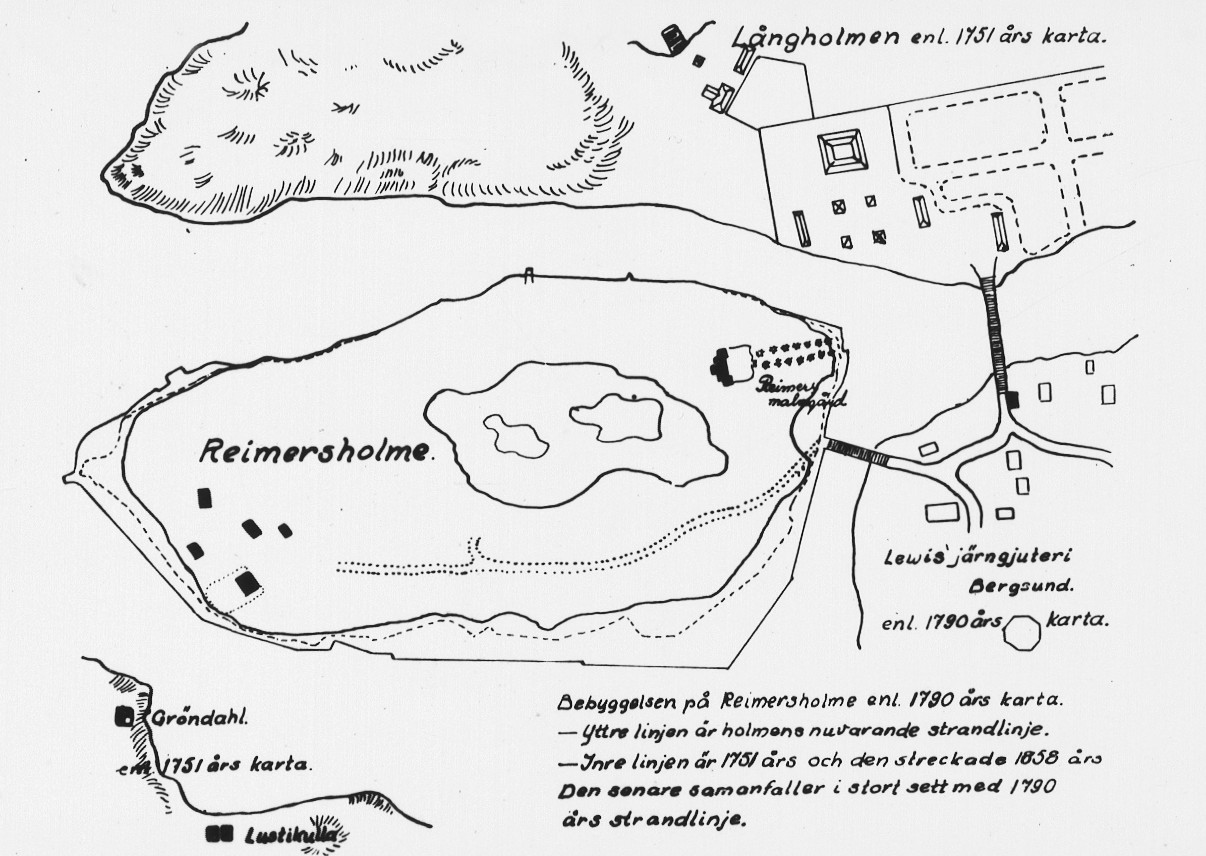
Reimersholme 1790.

Trots sitt läge nära Södermalm var ön ursprungligen en del av Brännkyrka socken och ingick i municipalsamhället Liljeholmen åren 1898–1912. Den inkorporerades 1913 tillsammans med övriga Brännkyrka i Stockholms stad den 1 januari 1913. Ända fram till 1957 tillhörde den Brännkyrka församling och därefter Högalids församling.
Ön hette tidigare Räkneholmen, men den 24 juni 1798 fick den sitt nuvarande namn; den är uppkallad efter hattmakaren och rådmannen Anders Reimers (1727–1816). Han ägde gården på öns östra sida, Reimers malmgård, vilken uppfördes på hans initiativ på 1780-talet. Den första bebyggelsen låg på öns västra sida och var  på 1750-talet ett litet boställe för fängelseprästen på Långholmens fängelse.
Den västra delen, det blivande Charlottenburgsområdet, arrenderades på 1770-talet av bergsrådet Gustaf von Engeström som här hade en anläggning för tillverkning av så kallad skedvatten (salpetersyra). Hans anläggning kallades 1779 för Charlottenbourgs fabrique. Namnet Charlottenburg härrör troligen från Engeströms hustru, Abela Charlotta Lagerbring. Holmen ägdes vid den tiden av Kronan, men 1786 friköpte Lithander och Reimer var sin del av ön.
Reimersholme ligger intill Långholmen direkt väster om Södermalm. De första bostäderna uppfördes på 1880-talet vid Charlottenburg. På 1860-talet uppfördes en yllefabrik här, Stockholms Yllefabrik, där bland annat fångar från Långholmsfängelset fick arbeta. Fabriken gick i konkurs 1934 och HSB köpte området 1939.

## Det moderna Reimersholme

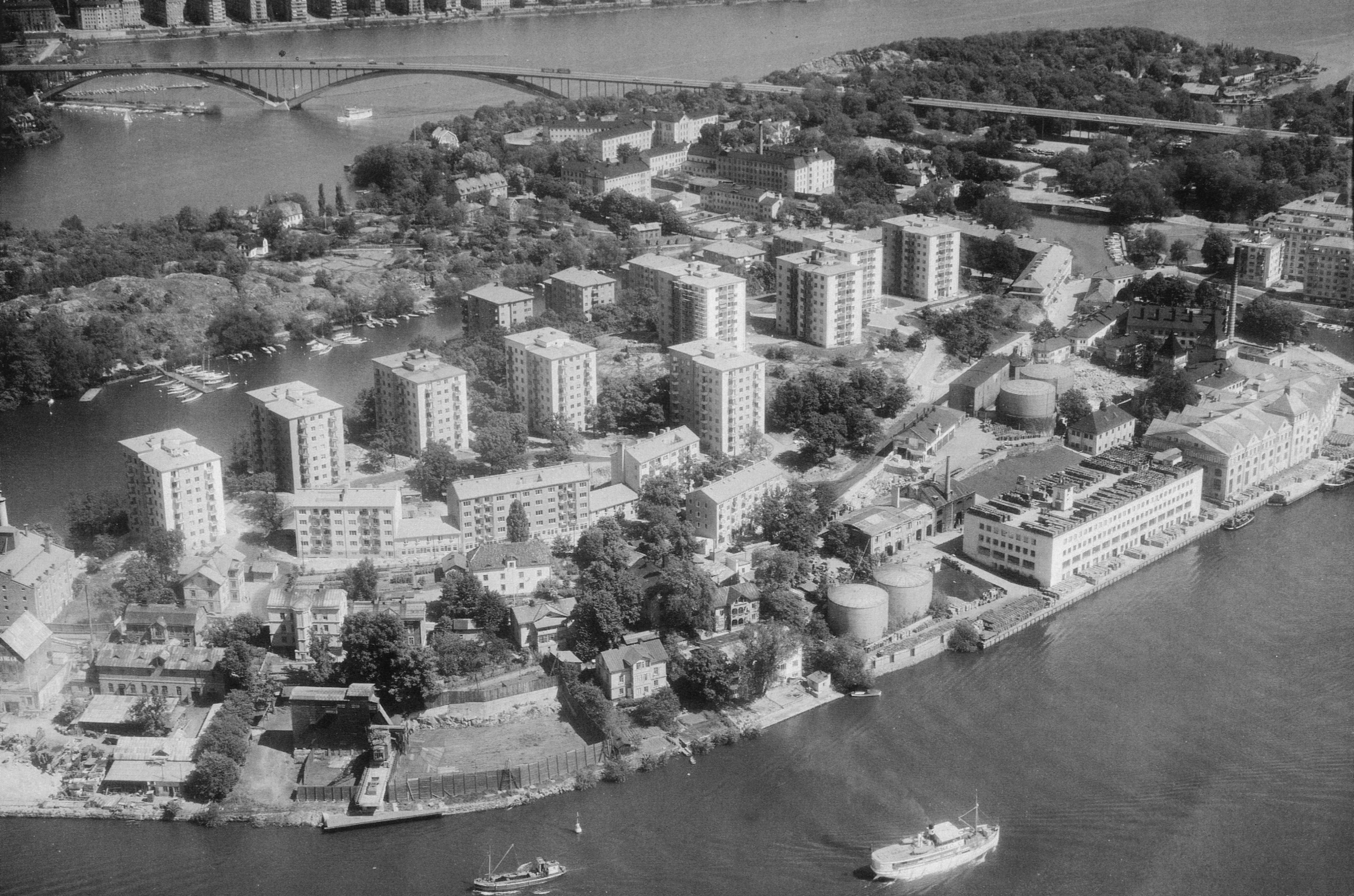
Reimersholme 1946.

Under åren 1942–1946 uppförde HSB niohundra lägenheter på Reimersholme; först på den östra sidan av Reimersholme invid Reimersholmsbron, sedan på den norra sidan längs Långholmskanalen och 1980 slutligen även på öns södra sida längs Liljeholmsviken där det tidigare funnits en spritfabrik, Reymersholms Spritförädlings AB (sedermera en del av dagens Vin & Sprit) som hade sitt ursprung i Lars Ohlsson Smiths brännvinsfabrik. Denna fabrik hade kunnat bedriva sin verksamhet utan att konkurrera med Stockholms stads spritmonopol på grund av sitt läge i Brännkyrka socken. 
Sven Wallander, grundare av HSB, ritade tillsammans med arkitekt Axel Grape de fyra punkthusen i kvarteren Flaskan och Räkenholmen som ägs bostadsrättsföreningen Reimer på Pokalvägen, belägna högst upp på ön. På uppdrag av Wallander gestaltade landskapsarkitekt Ulla Bodorff grönområdena på Reimersholme.
HSB fick stor uppmärksamhet för sitt område genom en jubileumsutställning som ägde rum i samband med invigningen på sommaren 1944.
Spritfabrikens byggnader revs till största del i slutet av 1970-talet och verksamheten flyttades till Vin & Sprits anläggning i Årstadalshamnen och i Åhus. På Reimersholme (kvarteret Bränneriet) uppfördes sedan bostadshus och ett daghem i HSB:s regi. Från spritfabrikens tid kvarstår portalbyggnaden mot Reimersholmsgatan vid Reimersholmsbron, den så kallade "Åttingen" (en tidigare cistern) vid Reimersholmsgatan 45 och delar av den ursprungliga fabriksmuren längs Reimersholmsgatan. Även några stora ekfat påminner om den tidigare verksamheten.

## Kommunikationer
Ön är förbunden med Södermalm via Reimersholmsbron, som är 39 meter lång och 13 meter bred. Busslinje 66 har trafikerat ön sedan 1967, och sedan 1986 även linje 40. År 2015 ersattes busslinje 40 med linje 54.

## Bilder

En promenad på Reimersholme
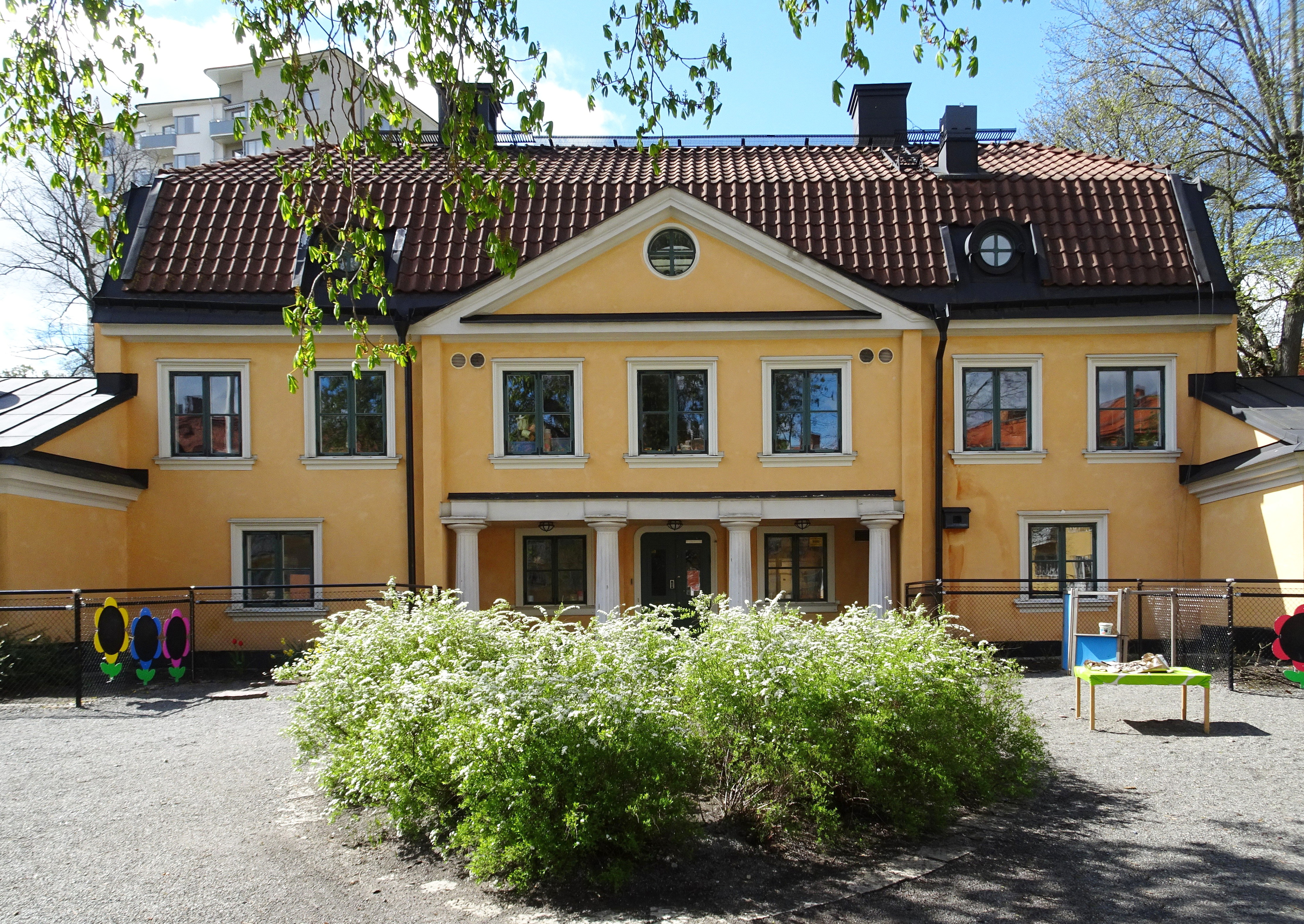
Reimers malmgård.
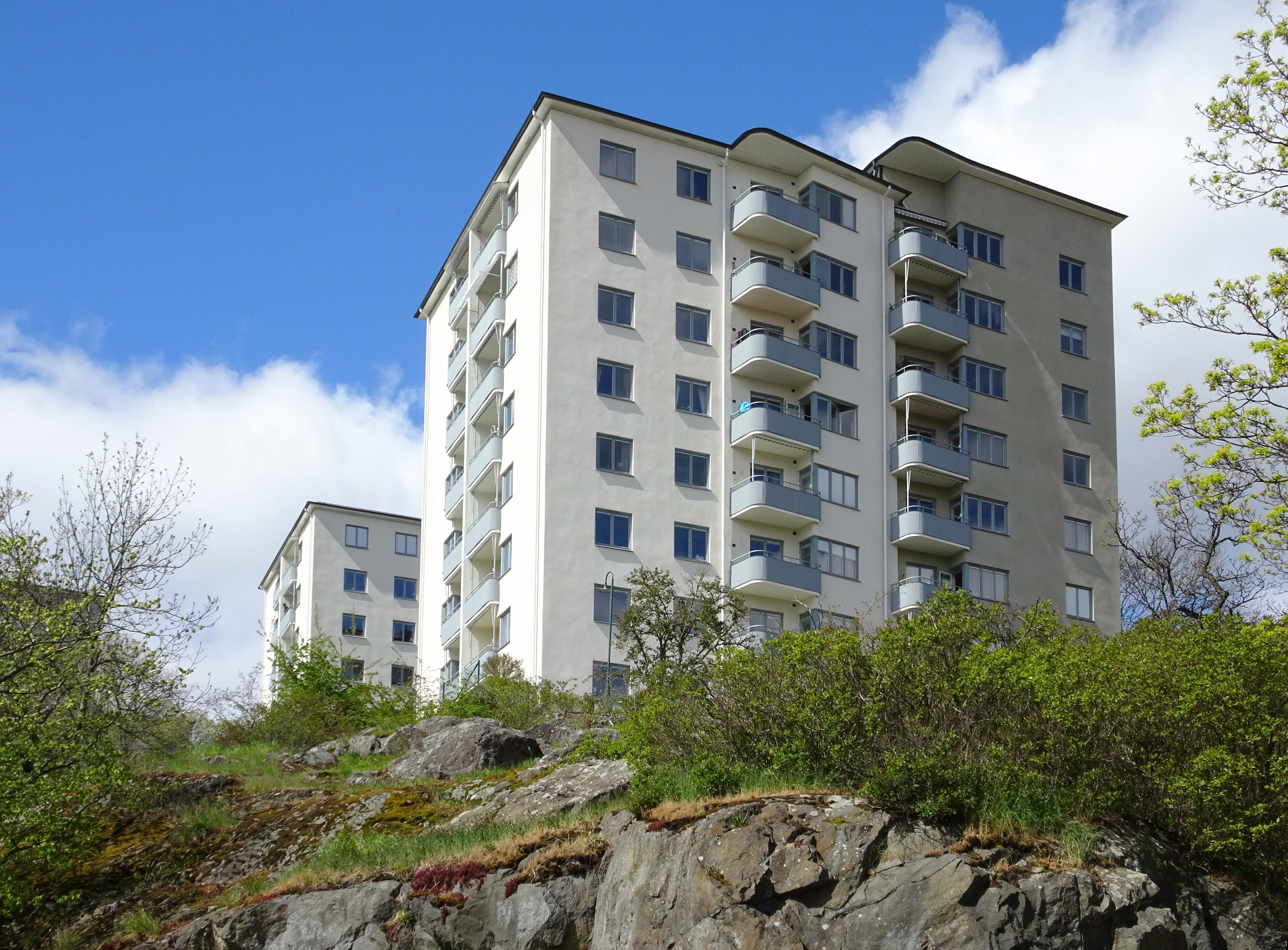
HSB:s punkthus från 1944.
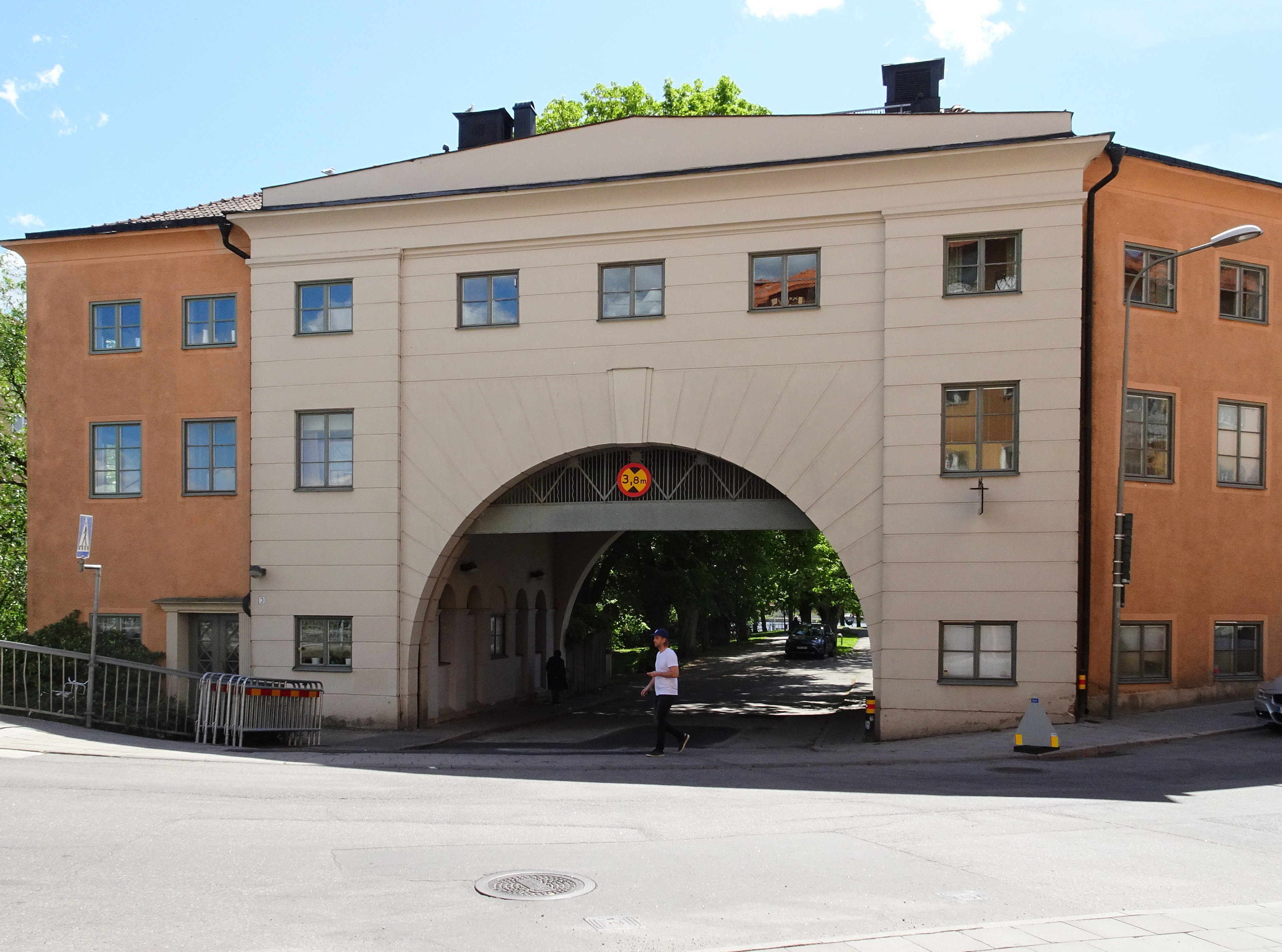
Portalbyggnaden från Reimersholmsgatan.
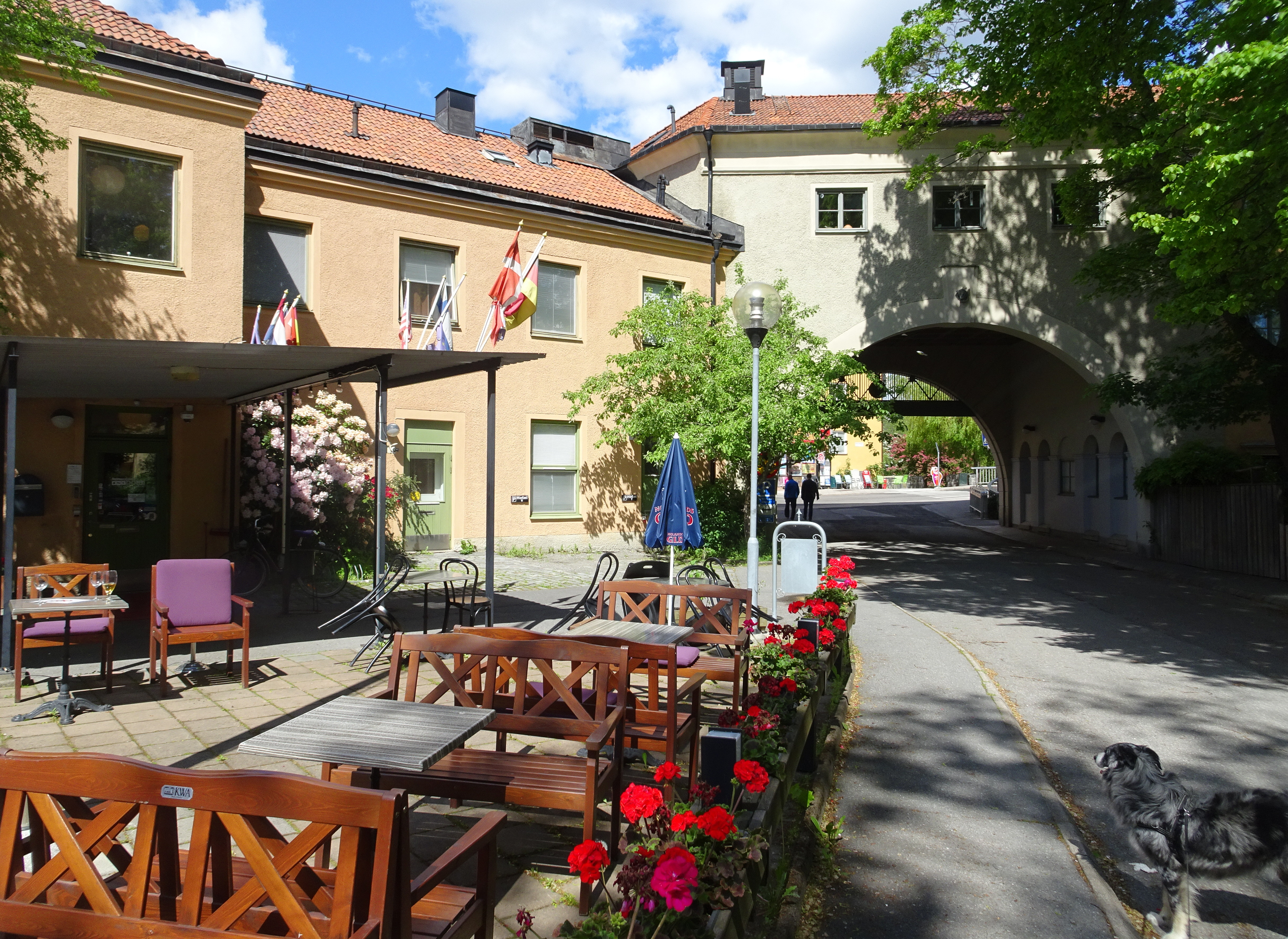
Torget innanför portalbyggnaden.
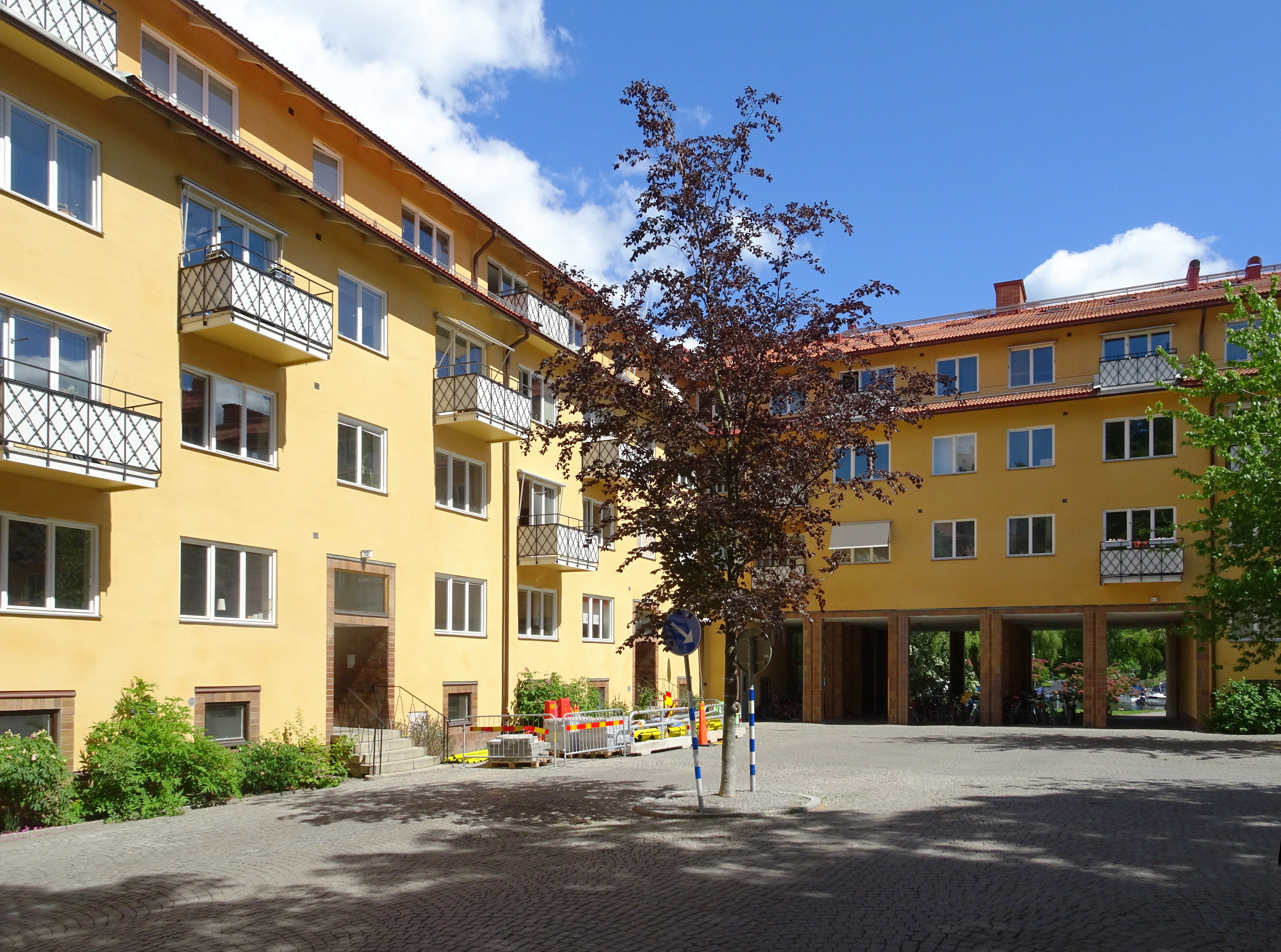
HSB:s länga mot Liljeholmsviken och Reimersholmsbron.

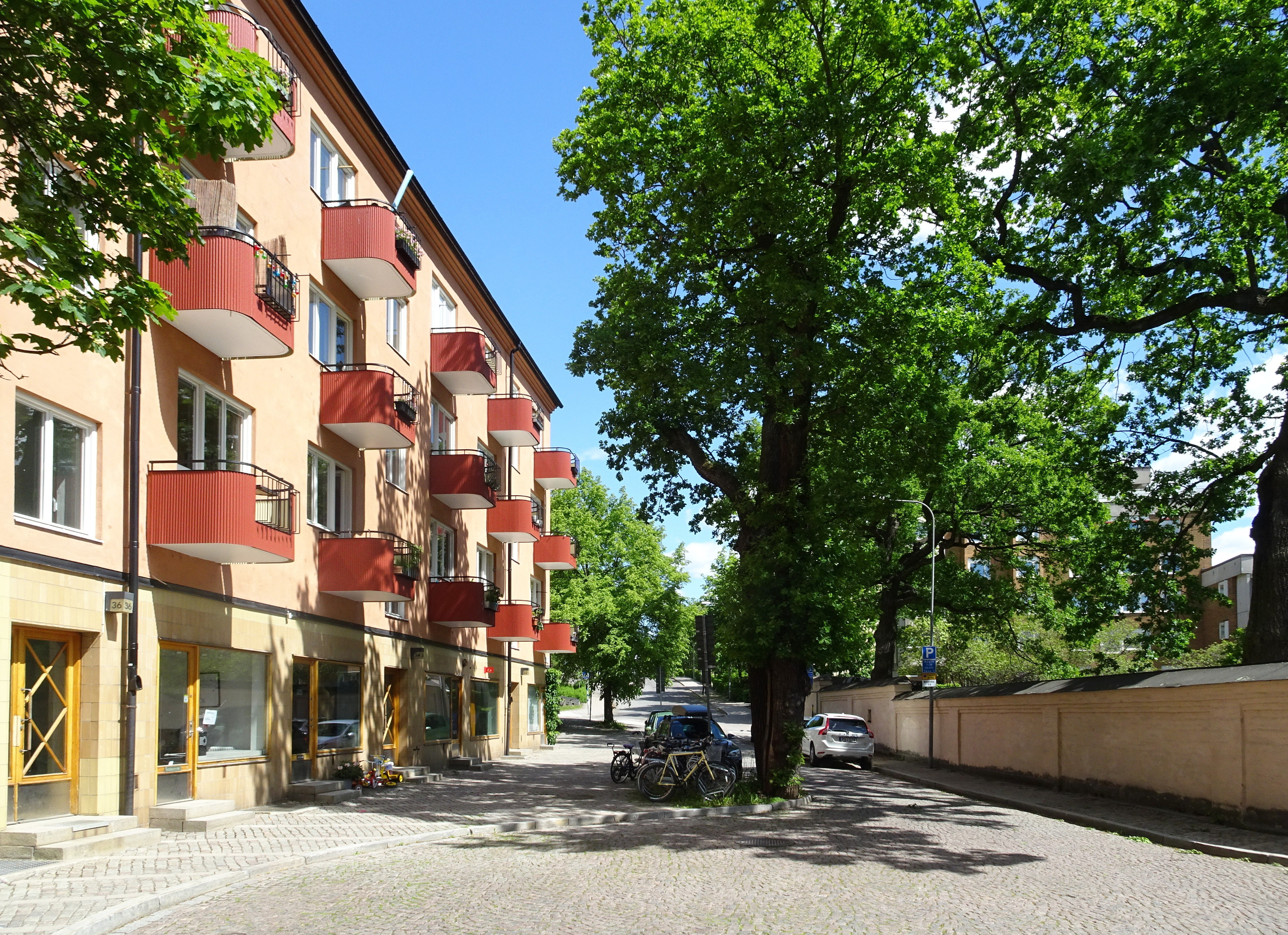
Reimersholmsgatan österut.
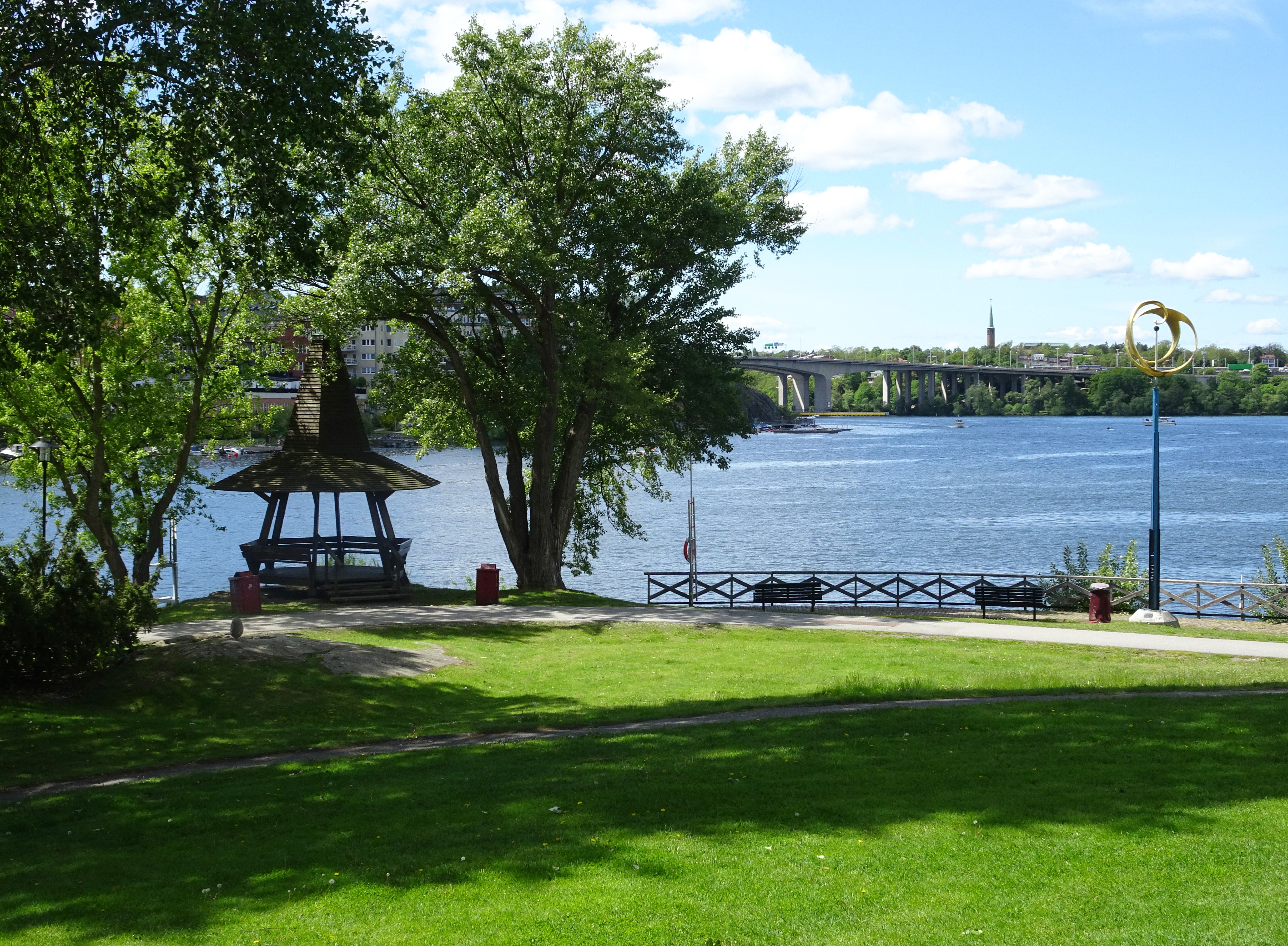
Parklandskapet ner mot Mälaren.
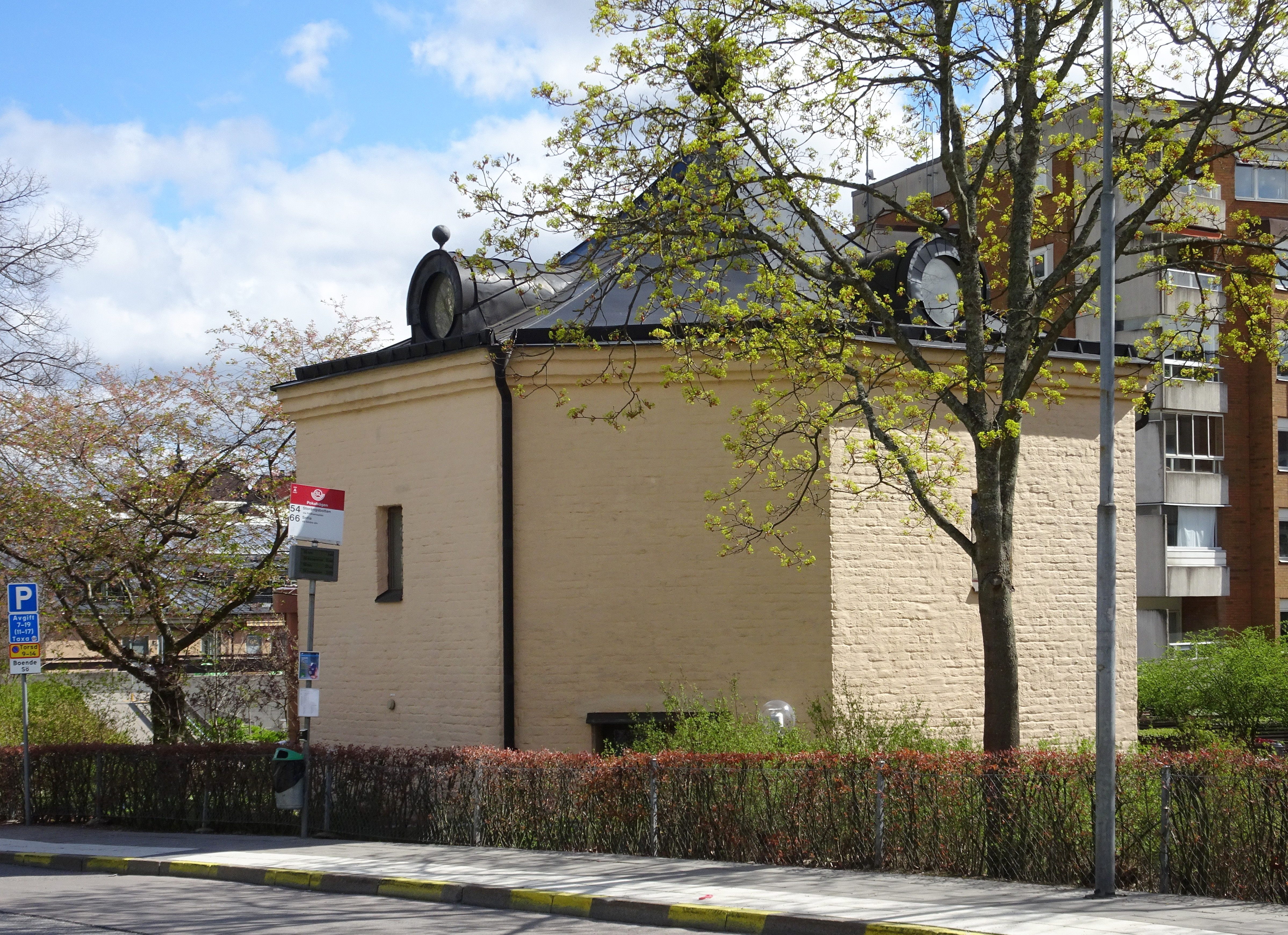
"Åttingen", en tidigare cistern från spritfabrikens tid.
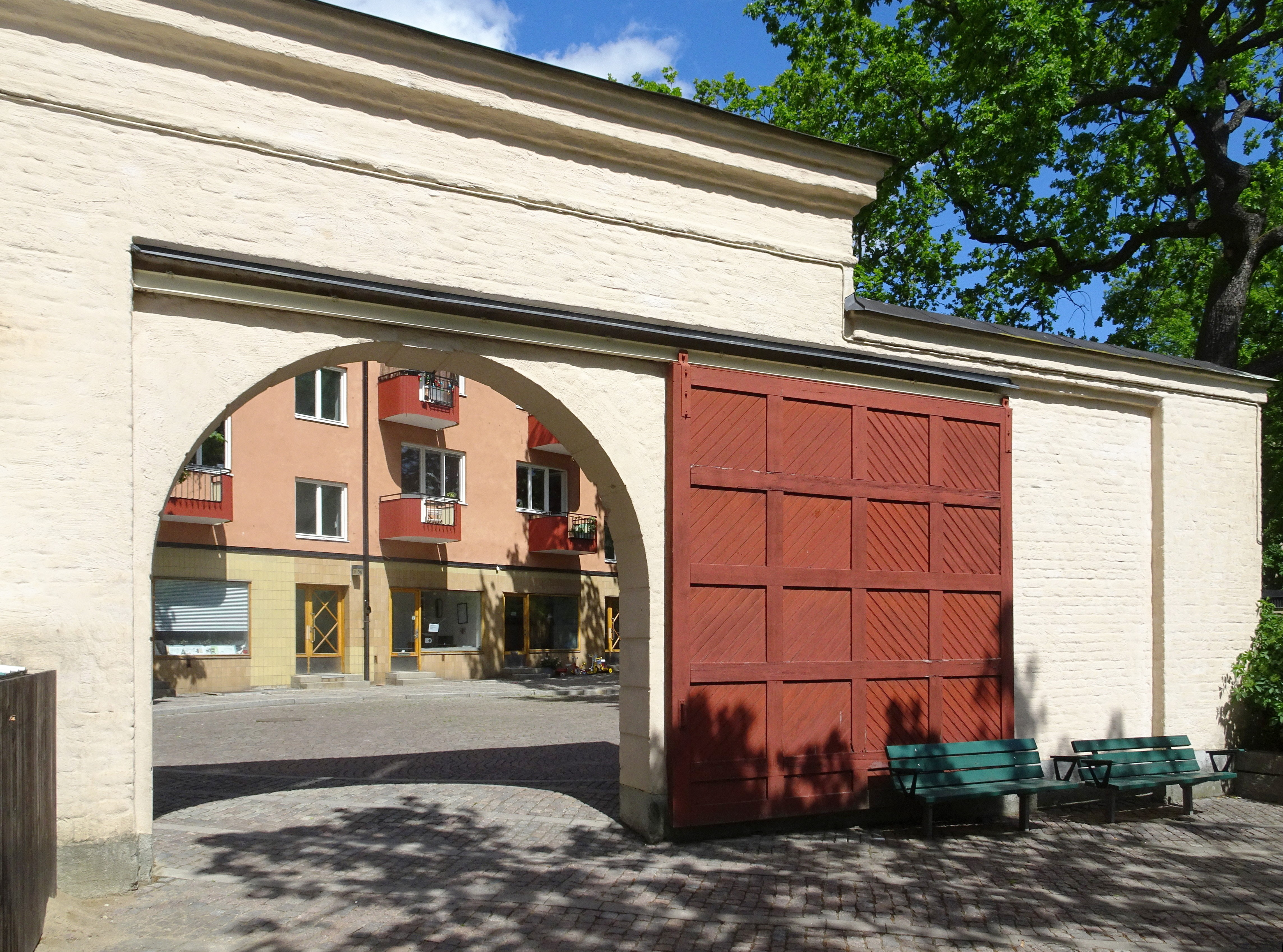
Portal och mur från spritfabrikens tid.
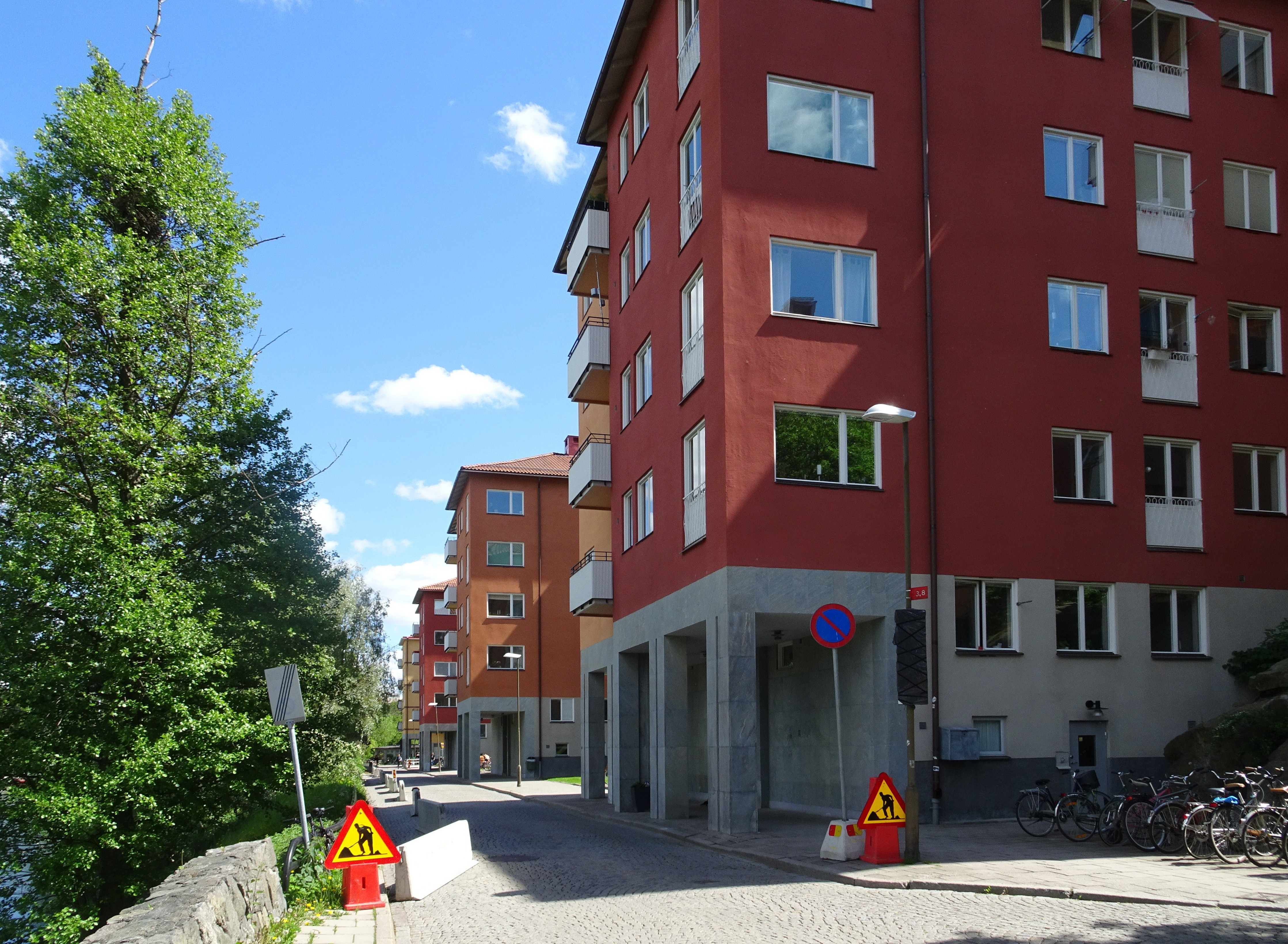
Anders Reimers väg vid Liljeholmsviken.